# 32 Baza Lotnictwa Taktycznego
32 Baza Lotnictwa Taktycznego (32 BLT) – jednostka lotnicza szczebla taktycznego Sił Powietrznych.
Baza powstała 1 stycznia 2010 roku na bazie 32 Bazy Lotniczej i 10 eskadry lotnictwa taktycznego. Baza lotnicza zlokalizowana w Łasku, włączona w struktury NATO. Została zmodernizowana, tak by móc obsługiwać samoloty F-16 Fighting Falcon. Ma być miejscem stacjonowania pierwszych polskich F-35.

## Historia
Jednostka wywodzi swe tradycje z historii 10 pułku lotnictwa Myśliwskiego, 2 pułku lotnictwa myśliwskiego i 31 Pułku Szkolno-Bojowego. Na podstawie Decyzji Ministra Obrony Narodowej z 3 października 2000 r. dotyczącej zmian organizacyjnych w Wojskach Lotniczych i Obrony Powietrznej 1 stycznia 2001 r. została sformowana 10  eskadra lotnictwa taktycznego. Gotowość do działań eskadra osiągnęła 31 marca 2001 r. Do 2003 r. wyposażona była w samoloty MiG-21, później w szkolno-bojowe TS-11 Iskra, a od jesieni 2008 w nowoczesne wielozadaniowe F-16.
32 Baza Lotnicza powstała 1 stycznia 2001 roku. Głównym zadaniem bazy było zabezpieczenie szkolenia samodzielnych eskadr lotniczych, a w szczególności 10 eskadry lotnictwa taktycznego na stałe stacjonującej w Łasku, a także zabezpieczenia działań wojsk sojuszniczych.
Z dniem 1 stycznia 2010 roku rozkazem MON, w wyniku przeformowania 32 Bazy Lotniczej i 10 eskadry lotnictwa taktycznego powstała 32 Baza Lotnictwa Taktycznego. Pełni ona ważną funkcję w systemie obronnym Rzeczypospolitej Polskiej. Jest jednostką o nowych strukturach, spełniających wymagania NATO.

### Przygotowanie do przyjęcia F-35
Minister Obrony Narodowej Mariusz Błaszczak potwierdził, że Łask będzie pierwszą stacją stacjonowania F-35A dla Sił Powietrznych Baza została poddana modernizacji pasów startowych i infrastruktury, m.in. rozbudowano pas na długość 2,5 km oraz systemy odwadniające, przy wsparciu USA. Technicy z 32 BLT przeszli szkolenie X‑Servicingprowadzone przez personel USA, dzięki czemu zapewniona jest interoperacyjność z innymi użytkownikami F‑35. Według Ministerstwa Obrony na terenie 32 Bazy stacjonować mają F-16, F-35 i drony MQ-9 Reaper.

Insygnia
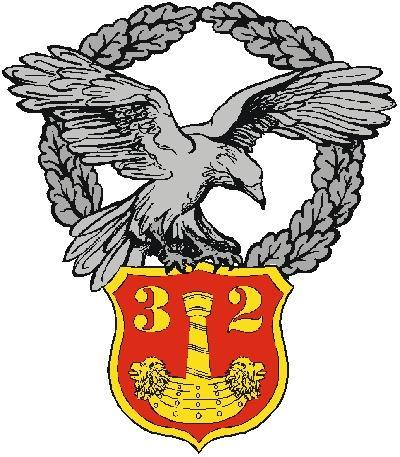
Odznaka pamiątkowa
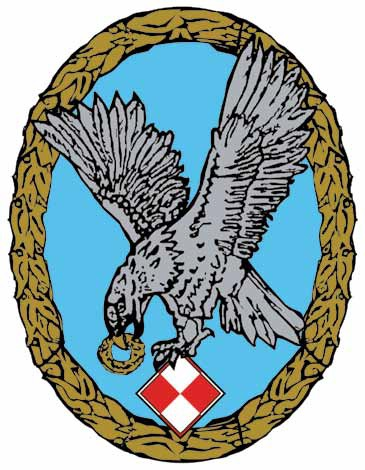
Oznaka rozpoznawcza

## Udział w misjach i ćwiczeniach zagranicznych
Od 2011 roku w bazie na stałe stacjonuje komponent lotniczy sił powietrznych Stanów Zjednoczonych, tzw. Aviation Detachment (AvDet). Jest to możliwe na podstawie polsko-amerykańskiego porozumienia Memorandum of Understanding, zawartego w 2011 roku. Aviation Detachment tworzy kilkuset żołnierzy: pilotów, techników oraz specjalistów odpowiedzialnych za logistykę i łączność. Żołnierze amerykańscy rotują się tak aby w ćwiczeniach brali udział kolejni amerykańscy piloci. Strona amerykańska płaci za wykorzystanie infrastruktury i urządzeń technicznych baz oraz zakwaterowanie i żywienie swoich żołnierzy. Szkolenia odbywają się na zmianę z pilotami 33 Bazy Lotnictwa Transportowego w Powidzu oraz 31 i 32 Bazy Lotnictwa Taktycznego w Krzesinach i Łasku.
W 2021 roku 32 Baza Lotnicza wystawiła pierwszy w historii Polski Kontyngent Wojskowy na Islandi. Trwał od od 5 sierpnia do 10 października 2021 roku. Do realizacji zadania skierowano cztery samoloty F-16 wraz z uzbrojeniem i sprzętem oraz kontyngent liczący do 140 żołnierzy i pracowników wojska.
Polska dołączyła wówczas do grona dziesięciu państw Sojuszu Północnoatlantyckiego odpowiedzialnych za okresową ochronę przestrzeni powietrznej Islandii, udzielanie pomocy statkom powietrznym w sytuacjach awaryjnych oraz zapewnianie osłony ludności cywilnej przed potencjalnymi atakami z powietrza.
W 2022 roku w ramach misji Air Shielding NATO w 32 Bazie stacjonowały amerykańskie myśliwce F-22. 
Od 1 października 2022 do 30 marca 2023 32 Baza wystawiła kontyngent wojskowy Orlik-11 w ramach Baltic Air Policing. Dowódcą był ppłk. pil. Michała Krasa.
W 2024 roku, wojskowi z 32 Bazy, wzięli udział w ćwiczeniach NATO pod nazwą Ramstein Flag 2024. Celem ćwiczeń było wzmocnienie współpracy, interoperacyjności i integracji wśród członków NATO, a także wykazanie determinacji, zaangażowania i zdolności Sojuszu do odstraszania potencjalnych przeciwników.
1 kwietnia 2025 roku, żołnierze z 32 Bazy Lotniczej wystawili kontyngent Orlik-13 w ramach Baltic Air Policing. Dowódcą kontyngentu został ppłk pil. Dawid Kij.

## Dowódcy
- płk dypl. pil. Dariusz Malinowski – (1 stycznia 2010–29 grudnia 2011)
- płk dypl. pil. Krystian Zięć – (16 stycznia 2012–31 stycznia 2014)
- płk dypl. pil. Ireneusz Nowak – (1 lutego 2014–15 maja 2016)
- płk pil. Rafał Zadencki – (30 września–16 czerwca 2017)
- płk pil. Tomasz Jatczak – (11 czerwca 2018–5 lipca 2021)
- płk pil. Piotr Ostrouch – (5 lipca 2021–31 marca 2025)
- płk pil. Krzysztof Duda – od 1 kwietnia 2025[11]